# Epyc
EPYC — назва лінійки x86 процесорів на базі мікроархітектури Zen під сокет SP3 компанії AMD, випущених у продаж у червні 2017 року. Вони спеціально націлені на ринки серверів і вбудованих систем. Процесори Epyc мають ту ж мікроархітектуру, що й їхні звичайні аналоги для настільних комп’ютерів, але мають функції корпоративного рівня, такі як більша кількість ядер, більше ліній PCI Express, підтримка більшого обсягу оперативної пам’яті та більшої кеш-пам’яті. Вони також підтримують конфігурації системи з кількома чипами та двома сокетами за допомогою міжчипного з’єднання Infinity Fabric.

## Історія
У березні 2017 року компанія AMD анонсувала нову серверну платформу на базі мікроархітектури Zen з кодовою назвою Naples та офіційно представила її під брендом Epyc у травні 2017 року. А вже у червні випустила серію процесорів Epyc 7000 у продаж. Через два роки, у серпні 2019 року, випущено процесори серії Epyc 7002, засновані на мікроархітектурі Zen 2, які забезпечують набагато кращу продуктивність і подвоюють ядра в порівнянні зі своїми попередниками. Мікроархітектура Epyc на базі Zen 3 має кодову назву «Milan».
| Покоління | Рік  | Ім'я    | Ядра         |
| --------- | ---- | ------- | ------------ |
| 1         | 2017 | Naples  | 32 × Zen 1   |
| 2         | 2019 | Rome    | 64 × Zen 2   |
| 3         | 2021 | Milan   | 64 × Zen 3   |
| 4         | 2022 | Genoa   | 96 × Zen 4   |
| 4         | 2023 | Bergamo | 128 × Zen 4c |

## Дизайн
Платформа підтримує як одно так і двопроцесорні системи. У двопроцесорних конфугураціях центральні процесори обмінюються інформацією між собою по шині HyperTransport через технологію Infinity Fabric. Кожен чип підтримує 8 канальну оперативну пам'ять та має 128 PCIe 3.0 ліній, з них 64 лінії використовуються для комунікації між процесорами у двопроцесорних конфігураціях. Всі процесори Epyc складаються з чотирьох 8-ядерних чипів Zeppelin (як і процесори Ryzen) у багаточиповому модулі з різною кількістю симетрично активних ядер на кожному чипі Zeppelin.
На відміну від Opteron, еквівалентів Intel і настільних процесорів AMD (за винятком Socket AM1), процесори Epyc не мають чипсетів – також відомі як система на чипі. Це означає, що більшість функцій, необхідних для повноцінної роботи серверів (таких як пам’ять, PCI Express, контролери SATA тощо), повністю інтегровані в процесор, що усуває необхідність розміщення чипсета на материнській платі. Some unavailable features require additional controller chips to make them available on the system.
Перше покоління мікропроцесорів Epyc було виготовлено компанією GlobalFoundries з використанням 14 нм процесу FinFET за ліцензією Samsung Electronics. Epyc 2 виготовлявся TSMC з використанням 7 нм процесу FinFET.

## Відгуки
Загалом випуск нових серверних процесорів Epyc був сприйнятий позитивно. Як правило, процесори Epyc виявились продуктивнішими за серверні процесори Intel у багатопоточних задачах. Однак програвали у швидкості при роботі з базами даних через більшу латентність кеш-пам'яті. У 2021 році Meta Platforms вибрала чіпи Epyc для своїх центрів обробки даних метавсесвіту.

## Модельний ряд

### Сервер

#### Перше покоління (Naples)

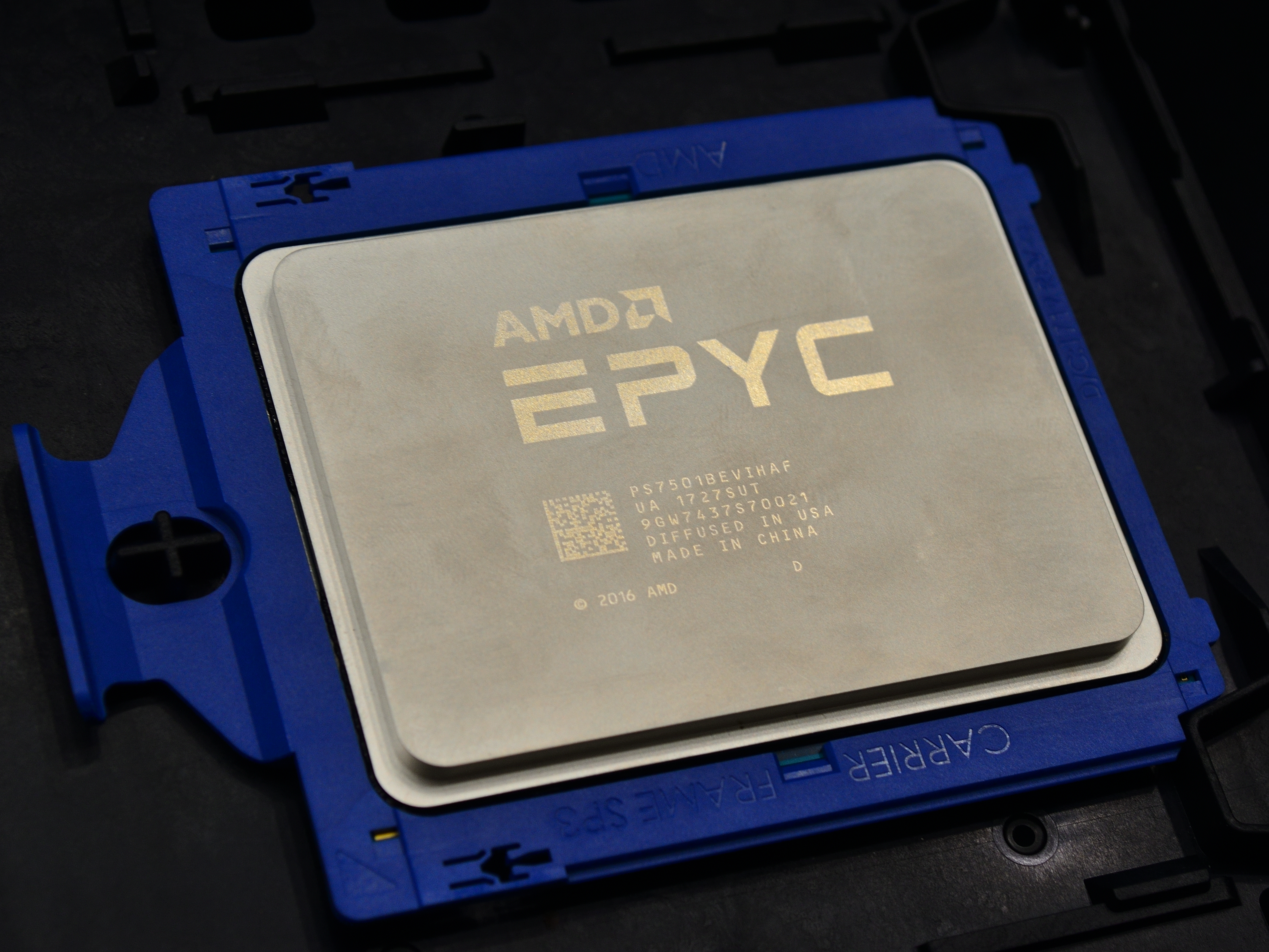
Перше покоління процесорів Epyc

Суфікс «P» означає підтримку лише однієї конфігурації сокета. Моделі, які не є P, використовують 64 лінії PCI-E від кожного процесора для зв’язку між процесорами.
| Конфігурація роз'єму | Модель | Модель | Кількість ядер (потоків) | Частота (ГГц) | Частота (ГГц) | Частота (ГГц) | Кеш      | Кеш     | Оперативна пам'ять          | TDP (Вт) | Роз'єм | Дата виходу   | Ціна   |
| Конфігурація роз'єму | Модель | Модель | Кількість ядер (потоків) | Базова        | Turbo         | Turbo         | L2 (КБ)  | L3 (МБ) | Оперативна пам'ять          | TDP (Вт) | Роз'єм | Дата виходу   | Ціна   |
| Конфігурація роз'єму | Модель | Модель | Кількість ядер (потоків) | Базова        | Всіх ядер     | Максимальна   | L2 (КБ)  | L3 (МБ) | Оперативна пам'ять          | TDP (Вт) | Роз'єм | Дата виходу   | Ціна   |
| -------------------- | ------ | ------ | ------------------------ | ------------- | ------------- | ------------- | -------- | ------- | --------------------------- | -------- | ------ | ------------- | ------ |
| 2 процесорна         | Epyc   | 7601   | 32 (64)                  | 2.2           | 2.7           | 3.2           | 32 x 512 | 64      | DDR4-2666 восьми- канальний | 180      | SP3    | Червень 2017  | $4200+ |
| 2 процесорна         | Epyc   | 7571   | 32 (64)                  | 2.2           | ?             | 3,0           | 32 x 512 | 64      | DDR4-2666 восьми- канальний | 200 ?    | SP3    | Середина 2018 | ?      |
| 2 процесорна         | Epyc   | 7551   | 32 (64)                  | 2,0           | 2,55          | 3,0           | 32 x 512 | 64      | DDR4-2666 восьми- канальний | 180      | SP3    | Червень 2017  | $3400+ |
| 2 процесорна         | Epyc   | 7501   | 32 (64)                  | 2,0           | 2.6           | 3,0           | 32 x 512 | 64      | DDR4-2666 восьми- канальний | 155/170  | SP3    | Червень 2017  | $3400+ |
| 2 процесорна         | Epyc   | 7451   | 24 (48)                  | 2,3           | 2,9           | 3,2           | 24 x 512 | 64      | DDR4-2666 восьми- канальний | 180      | SP3    | Червень 2017  | $2400+ |
| 2 процесорна         | Epyc   | 7401   | 24 (48)                  | 2,0           | 2,8           | 3,0           | 24 x 512 | 64      | DDR4-2666 восьми- канальний | 155/170  | SP3    | Червень 2017  | $1850+ |
| 2 процесорна         | Epyc   | 7371   | 16 (32)                  | 3,1           | 3,6           | 3,8           | 16 x 512 | 64      | DDR4-2666 восьми- канальний | 180      | SP3    | Кінець 2018   | $1550+ |
| 2 процесорна         | Epyc   | 7351   | 16 (32)                  | 2,4           | 2,9           | 2,9           | 16 x 512 | 64      | DDR4-2666 восьми- канальний | 155/170  | SP3    | Червень 2017  | $1100+ |
| 2 процесорна         | Epyc   | 7301   | 16 (32)                  | 2,2           | 2,7           | 2,7           | 16 x 512 | 64      | DDR4-2666 восьми- канальний | 155/170  | SP3    | Червень 2017  | 0$800+ |
| 2 процесорна         | Epyc   | 7281   | 16 (32)                  | 2,1           | 2,7           | 2,7           | 16 x 512 | 32      | DDR4-2666 восьми- канальний | 155/170  | SP3    | Червень 2017  | 0$650+ |
| 2 процесорна         | Epyc   | 7261   | 8 (16)                   | 2,5           | 2,9           | 2,9           | 8 x 512  | 64      | DDR4-2666 восьми- канальний | 155/170  | SP3    | Середина 2018 | 0$700+ |
| 2 процесорна         | Epyc   | 7251   | 8 (16)                   | 2,1           | 2,9           | 2,9           | 8 x 512  | 32      | DDR4-2400 восьми- канальний | 120      | SP3    | Червень 2017  | 0$475+ |
| 1 процесорна         | Epyc   | 7551P  | 32 (64)                  | 2.0           | 2.55          | 3.0           | 32 x 512 | 64      | DDR4-2666 восьми- канальний | 180      | SP3    | Червень 2017  | $2100+ |
| 1 процесорна         | Epyc   | 7401P  | 24 (48)                  | 2.0           | 2.8           | 3.0           | 24 x 512 | 64      | DDR4-2666 восьми- канальний | 155/170  | SP3    | Червень 2017  | $1075+ |
| 1 процесорна         | Epyc   | 7351P  | 16 (32)                  | 2.4           | 2.9           | 2.9           | 16 x 512 | 64      | DDR4-2666 восьми- канальний | 155/170  | SP3    | Червень 2017  | 0$750+ |

#### Друге покоління (Rome)
У листопаді 2018 року AMD анонсувала Epyc 2 на своєму заході Next Horizon, друге покоління процесорів Epyc під кодовою назвою «Rome», засноване на мікроархітектурі Zen 2. Процесори містять до восьми 7-нм "чиплетних" процесорів з 14-нм чипом IO, що забезпечує 128 ліній PCIe в центрі, з'єднаних між собою через Infinity Fabric. Процесори підтримують до 8 каналів оперативної пам’яті DDR4 об’ємом до 4 ТБ і вводять підтримку PCIe 4.0. Ці процесори мають до 64 ядер із 128 потоками SMT на сокет. 7 нм «Rome» виробляється TSMC. Він був випущений 7 серпня 2019 року.
Загальні характеристики цих процесорів:
- Кодова назва «Rome»
- Кількість ліній PCI-E: 128
- Дата випуску: 7 серпня 2019 року, крім EPYC 7H12, який був випущений 18 вересня 2019 року
- Підтримка пам'яті: восьмиканальна DDR4-3200

| Конфігурація роз'єму | Модель | Модель | Кількість ядер (потоків) | Частота (ГГц) | Частота (ГГц) | Частота (ГГц) | Кеш      | Кеш     | TDP (Вт) | Роз'єм | Ціна |
| Конфігурація роз'єму | Модель | Модель | Кількість ядер (потоків) | Базова        | Turbo         | Turbo         | L2 (КБ)  | L3 (МБ) | TDP (Вт) | Роз'єм | Ціна |
| Конфігурація роз'єму | Модель | Модель | Кількість ядер (потоків) | Базова        | Всіх ядер     | Максимальна   | L2 (КБ)  | L3 (МБ) | TDP (Вт) | Роз'єм | Ціна |
| -------------------- | ------ | ------ | ------------------------ | ------------- | ------------- | ------------- | -------- | ------- | -------- | ------ | ---- |
| 2 процесорна         | Epyc   | 7H12   | 64 (128)                 | 2,6           |               | 3,3           | 64 x 512 | 256     | 280      | SP3    |      |
| 2 процесорна         | Epyc   | 7742   | 64 (128)                 | 2,25          | 3,4           | 225           | 64 x 512 | 256     | $6950    | SP3    |      |
| 2 процесорна         | Epyc   | 7702   | 64 (128)                 | 2             | 3,35          | 200           | 64 x 512 | 256     | $6450    | SP3    |      |
| 2 процесорна         | Epyc   | 7662   | 64 (128)                 | 2             | 3,3           | 225           | 64 x 512 | 256     | $6150    | SP3    |      |
| 2 процесорна         | Epyc   | 7642   | 48 (96)                  | 2,3           | 3,3           | 225           | 48 x 512 | 256     | $4775    | SP3    |      |
| 2 процесорна         | Epyc   | 7552   | 48 (96)                  | 2,2           | 3,3           | 192           | 48 x 512 | 200     | $4025    | SP3    |      |
| 2 процесорна         | Epyc   | 7542   | 32 (64)                  | 2,9           | 3,4           | 32 x 512      | 128      | 225     | $3400+   | SP3    |      |
| 2 процесорна         | Epyc   | 7532   | 32 (64)                  | 2,4           | 3,3           | 32 x 512      | 256      | 200     | $3350    | SP3    |      |
| 2 процесорна         | Epyc   | 7502   | 32 (64)                  | 2,5           | 3,5           | 32 x 512      | 128      | 180     | 0$2600   | SP3    |      |
| 2 процесорна         | Epyc   | 7452   | 32 (64)                  | 2,35          | 3,5           | 32 x 512      | 128      | 155     | 0$2025+  | SP3    |      |
| 2 процесорна         | Epyc   | 7402   | 24 (48)                  | 2,8           | 3,5           | 24 x 512      | 128      | 180     | 0$1783+  | SP3    |      |
| 2 процесорна         | Epyc   | 7352   | 24 (48)                  | 2,3           | 3,2           | 24 x 512      | 128      | 155     | 0$1350+  | SP3    |      |
| 2 процесорна         | Epyc   | 7302   | 16 (32)                  | 3             | 3,3           | 16 x 512      | 128      | 155     | $978     | SP3    |      |
| 2 процесорна         | Epyc   | 7282   | 16 (32)                  | 2,8           | 3,2           | 16 x 512      | 64       | 120     | 0$650    | SP3    |      |
| 2 процесорна         | Epyc   | 7272   | 12 (24)                  | 2,9           | 3,2           | 12 x 512      | 64       | 120     | 0$625+   | SP3    |      |
| 2 процесорна         | Epyc   | 7262   | 8 (16)                   | 3,2           | 3,4           | 8 x 512       | 128      | 155     | 0$575+   | SP3    |      |
| 2 процесорна         | Epyc   | 7252   | 8 (16)                   | 3,1           | 3,2           | 8 x 512       | 64       | 120     | 0$475+   | SP3    |      |
| 1 процесорна         | Epyc   | 7702P  | 64 (128)                 | 2,0           | 3,35          | 64 x 512      | 256      | 200     | $4425+   | SP3    |      |
| 1 процесорна         | Epyc   | 7502P  | 32 (64)                  | 2,5           | 3,35          | 32 x 512      | 128      | 180     | $2300+   | SP3    |      |
| 1 процесорна         | Epyc   | 7402P  | 24 (48)                  | 2,8           | 3,35          | 24 x 512      | 128      | 180     | 0$1250+  | SP3    |      |
| 1 процесорна         | Epyc   | 7302P  | 16 (32)                  | 3             | 3,3           | 16 x 512      | 128      | 155     | 0$825+   | SP3    |      |
| 1 процесорна         | Epyc   | 7232P  | 8 (16)                   | 3,1           | 3,2           | 8 x 512       | 32       | 120     | 0$450+   | SP3    |      |
| 1 або 2 процесорні   | Epyc   | 7F72   | 24 (48)                  | 3,2           | 3,7           | 24 x 512      | 192      | 240     | $2450+   | SP3    |      |
| 1 або 2 процесорні   | Epyc   | 7F52   | 16 (32)                  | 3,5           | 3,9           | 16 x 512      | 256      | 240     | $3100    | SP3    |      |
| 1 або 2 процесорні   | Epyc   | 7F72   | 8 (16)                   | 3,7           | 3,9           | 8 x 512       | 128      | 180     | $2100+   | SP3    |      |

#### Третє покоління (Milan)
На Консультативній раді HPC-AI у Сполученому Королівстві в жовтні 2019 року AMD оголосила технічні характеристики мікросхем Epyc Milan на основі мікроархітектури Zen 3. Чипи Milan використовуватимуть Socket SP3 до 64 ядер в упаковці та підтримуватимуть вісім каналів DDR4 SDRAM і 128 ліній PCIe 4.0. Також заявив про плани щодо наступного покоління чипів під кодовою назвою Genoa, які будуть засновані на мікроархітектурі Zen 4 і використовуватимуть Socket SP5.
Процесори Milan були випущені AMD 15 березня 2021 року.
Оголошується, що процесори Milan-X, що використовуються в майбутньому суперкомп'ютері Frontier exascale, додадуть чиплети 3D V-Cache з стек, щоб збільшити максимальну ємність кеш-пам'яті третього рівня з 256 МБ до 768 МБ.
| Конфігурація роз'єму | Модель  | Модель   | Кількість ядер (потоків) | Частота (ГГц) | Частота (ГГц) | Кеш      | Кеш     | TDP (Вт) | Роз'єм | Ціна |              |      |      |          |      |      |          |     |     |     |       |
| Конфігурація роз'єму | Модель  | Модель   | Кількість ядер (потоків) | Базова        | Boost         | L2 (КБ)  | L3 (МБ) | TDP (Вт) | Роз'єм | Ціна |              |      |      |          |      |      |          |     |     |     |       |
| -------------------- | ------- | -------- | ------------------------ | ------------- | ------------- | -------- | ------- | -------- | ------ | ---- | ------------ | ---- | ---- | -------- | ---- | ---- | -------- | --- | --- | --- | ----- |
| Конфігурація роз'єму | Модель  | Модель   | Кількість ядер (потоків) | Базова        | Boost         | L2 (КБ)  | L3 (МБ) | TDP (Вт) | Роз'єм | Ціна | 2 процесорна | Epyc | 7763 | 64 (128) | 2,45 | 3,50 | 64 x 512 | 256 | 280 | SP3 | $7890 |
| 7713                 | 2       | 3,675    | 225                      | $7060         |               |          |         |          |        |      | 2 процесорна | Epyc |      | 64 (128) |      |      | 64 x 512 | 256 |     | SP3 |       |
| 7663                 | 2       | 56 (112) | 3,50                     | 56 x 512      | 240           | $6366    |         |          |        |      | 2 процесорна | Epyc |      |          |      |      |          | 256 |     | SP3 |       |
| 7643                 | 48 (96) | 2,30     | 3,60                     | 48 x 512      | 225           | $4995    |         |          |        |      | 2 процесорна | Epyc |      |          |      |      |          | 256 |     | SP3 |       |
| 75F3                 | 32 (64) | 2,93     | 4                        | 32 x 512      | 280           | $4860    |         |          |        |      | 2 процесорна | Epyc |      |          |      |      |          | 256 |     | SP3 |       |
| 7543                 | 32 (64) | 2,8      | 3,70                     | 32 x 512      | 225           | $3761    |         |          |        |      | 2 процесорна | Epyc |      |          |      |      |          | 256 |     | SP3 |       |
| 7513                 | 32 (64) | 2,6      | 3,65                     | 32 x 512      | 128           | 200      | $2840   |          |        |      | 2 процесорна | Epyc |      |          |      |      |          |     |     | SP3 |       |
| 7453                 | 28 (56) | 2,75     | 3,45                     | 28 x 512      | 64            | 225      | $1570   |          |        |      | 2 процесорна | Epyc |      |          |      |      |          |     |     | SP3 |       |
| 74F3                 | 24 (48) | 3,2      | 4                        | 24 x 512      | 256           | 240      | 0$2900  |          |        |      | 2 процесорна | Epyc |      |          |      |      |          |     |     | SP3 |       |
| 7443                 | 24 (48) | 2,85     | 4                        | 24 x 512      | 128           | 200      | 0$2010+ |          |        |      | 2 процесорна | Epyc |      |          |      |      |          |     |     | SP3 |       |
| 7413                 | 24 (48) | 2,65     | 3,6                      | 24 x 512      | 128           | 180      | 0$1825+ |          |        |      | 2 процесорна | Epyc |      |          |      |      |          |     |     | SP3 |       |
| 73F3                 | 16 (32) | 3,5      | 4                        | 16 x 512      | 256           | 240      | 0$3521+ |          |        |      | 2 процесорна | Epyc |      |          |      |      |          |     |     | SP3 |       |
| 7343                 | 16 (32) | 3,2      | 3,9                      | 16 x 512      | 128           | 190      | $1565   |          |        |      | 2 процесорна | Epyc |      |          |      |      |          |     |     | SP3 |       |
| 7313                 | 16 (32) | 3        | 3,7                      | 16 x 512      | 128           | 155      | 0$1083  |          |        |      | 2 процесорна | Epyc |      |          |      |      |          |     |     | SP3 |       |
| 72F3                 | 8 (16)  | 3,7      | 4,1                      | 8 x 512       | 256           | 180      | 0$2468+ |          |        |      | 2 процесорна | Epyc |      |          |      |      |          |     |     | SP3 |       |
| 1 процесорна         | 7713P   | 64 (128) | 2,0                      | 3,675         | 256           | 64 x 512 | 225     | $5010+   |        |      |              | Epyc |      |          |      |      |          |     |     | SP3 |       |
| 1 процесорна         | 7543P   | 32 (64)  | 2,8                      | 3,7           | 256           | 32 x 512 | 225     | $2300+   |        |      |              | Epyc |      |          |      |      |          |     |     | SP3 |       |
| 1 процесорна         | 7443P   | 24 (48)  | 2,85                     | 4             | 24 x 512      | 128      | 200     | 0$1337+  |        |      |              | Epyc |      |          |      |      |          |     |     | SP3 |       |
| 1 процесорна         | 7313P   | 16 (32)  | 3                        | 3,7           | 16 x 512      | 128      | 155     | 0$913+   |        |      |              | Epyc |      |          |      |      |          |     |     | SP3 |       |